# دونگهای ایرلاینز
دونگهای ایرلاینز (به انگلیسی: Donghai Airlines) یک شرکت هواپیمایی با کد یاتا J5/DZ است که در تاریخ ۲۰۰۲ میلادی تأسیس شده‌است. دفتر مرکزی دونگهای ایرلاینز در فرودگاه بین‌المللی شنژن بن واقع شده‌است و قطب این شرکت هواپیمایی در فرودگاه بین‌المللی شنژن بن قرار دارد.